# 渡邊凌磨 (足球運動員)
渡邊凌磨（1996年10月2日—），日本足球運動員，司職中場，現效力日職球隊FC東京。

## 俱樂部生涯
渡边凌磨成名于日本国内的高中生联赛，凭借在前桥育英高中校队的优异表现而入选了日本国青队，曾以队长身份带领日本U17足球代表队参加2013年国际足总U-17世界杯，在U17世界杯上打进三球帮助日本队进入了16强。
日本超级杯次世代赛中，U-18J联赛选拔队1:2负于日本高中足球选拔队。前桥育英的渡边凌磨在上半场破门。 
2015年渡边凌磨加入早稻田大学，其後在因戈尔施塔特的邀约之后渡边前往了德国。
因戈尔施塔特征召日本U19中场小将渡边凌磨进入一队进行季前备战，球队将和都灵进行一场热身赛。
2017年4月26日，德甲因戈尔施塔特俱乐部官方宣布和队中的日本小将渡边凌磨续约两年，新合同到2019年。
效力日乙山形2个赛季的中场球员渡边凌磨本赛季加盟FC东京，本赛季也是渡边凌磨首次效力日职联赛。

## 國家隊生涯
第26届格林纳钦杯，日本U18首战捷克，渡边凌磨在比赛中攻入两球，以三比一取得小组赛开门红。

## 外部連結
- 渡邊凌磨 – FIFA國際賽競賽紀錄 (存檔) （英文）
- 日本職業足球聯賽中的渡邊　凌磨 （日語）
- 渡邊凌磨的X（前Twitter）
- 渡邊凌磨/ Ryoma Watanabe的Instagram帳戶
- Soccerway資料庫：渡邊凌磨